# Abu Mansur al-Baghdadi
Abū Manṣūr ʿAbd al-Qāhir ibn Ṭāhir bin Muḥammad bin ʿAbd Allāh al-Tamīmī al-Shāfiʿī al-Baghdādī (en árabe: أبو منصور عبدالقاهر ابن طاهر بن محمد بن عبدالله التميمي الشافعي البغدادي‎) fue un erudito árabe imán usul de la escuela shafi'i, heresiologista y matemático.

## Primeros años
Abd al-Qahir al-Baghdadi nació y creció en Bagdad. Era miembro de la tribu árabe de Banu Tamim. Recibió su educación en Nishapur y posteriormente enseñó 17 materias, entre ellas derecho, usul, aritmética, derecho de herencia y teología. La mayoría de los eruditos del Gran Jorasán eran sus alumnos. Ibn 'Asakir escribió que Abu Mansur conoció a los compañeros de los compañeros del imán abu al-Hasan al-Ash'ari y adquirió conocimientos de ellos.

## Trabajos
Al-Baghdadi escribió varios libros, incluido el Kitāb Uṣūl al-Dīn, un tratado sistemático que comienza con la naturaleza del conocimiento, la creación, cómo se conoce al Creador, sus atributos, etc., y el al-Farq bayn al-Firaq que toma cada secta por separado, juzga todo desde el punto de vista de la ortodoxia y condena todo lo que se desvía del camino recto. Ambos libros fueron obras importantes sobre las creencias dentro del sunismo.
También escribió el tratado al-Takmila fi'l-Hisab que contiene resultados en teoría de números y comentarios sobre trabajos de al-Juarismi que ahora se han perdido.